# Karol Czechowski
Karol Czechowski (ur. 26 kwietnia 1900 w Kornaczówce, zm. 10 września 1939 pod Lipskiem) – kapitan broni pancernych Wojska Polskiego.

## Życiorys
Urodził się 26 kwietnia 1900 w Kornaczówce, w ówczesnym powiecie krzemienieckim guberni wołyńskiej, w rodzinie Aleksandra.
Po zakończeniu wojny z bolszewikami służył w 9 pułku ułanów w Czortkowie i Trembowli. 3 maja 1922 został zweryfikowany w stopniu podporucznika ze starszeństwem od 1 sierpnia 1921 i 286. lokatą w korpusie oficerów jazdy (od 1924 – kawalerii). 18 maja 1923 prezydent RP awansował go z dniem 1 stycznia 1923 na porucznika w korpusie oficerów jazdy ze starszeństwem z dniem 1 grudnia 1922 i 7,5 lokatą. Na stopień rotmistrza awansował ze starszeństwem z 19 marca 1937 i 17. lokatą w korpusie oficerów kawalerii. Później został przeniesiony do korpusu oficerów broni pancernych, grupa liniowa. W marcu 1939 pełnił służbę w 1 batalionie pancernym w Poznaniu na stanowisku dowódcy szwadronu pancernego.
W czasie kampanii wrześniowej walczył na stanowisku dowódcy szwadronu czołgów rozpoznawczych dywizjonu rozpoznawczego Warszawskiej Brygady Pancerno-Motorowej. Poległ 10 września 1939 pod m. Lipsko.
Według kilku źródeł poległym dowódcą szwadronu czołgów rozpoznawczych dywizjonu rozpoznawczego Warszawskiej Brygady Pancerno-Motorowej miał być rotmistrz Antoni Czechowicz.

## Ordery i odznaczenia
- Krzyż Walecznych dwukrotnie[17][18]